# Louis de Mollier
Louis de Mollier (1615, [...?] - París, 18 d'abril de 1688) fou un poeta i compositor francès del Barroc.
El 1642 era gentilhome-escuder del la comtessa de Maria de Borbó-Soissons, i en morir aquesta, Mollier ingressà en la música de cambra del rei. En aquell temps ja s'havia donat a conèixer com a notable músic, i estant en la cort va compondre diversos balls, en el que hi prengué part com a ballarí. Es distingí també com a poeta. Casà la seva filla Blanca amb Itier, que també era músic i coreògraf de la cort.
Va compondre entre altres obres: Ballet du Temps, en col·laboració amb Boësset; les òperes Les amours de Céphale et de l'Aurore, i Les Aventures de Andromède, que tingueren molt èxit; les operetes Les amours du Soleil, i Le mariage de Bacchus, representades el 1672 en el teatre de Marais, i una altra obra del mateix gènere. Andromède (1678). Les produccions de Mollier no s'han conservat, a pesar que fou un dels primers compositors que cultivaren l'òpera a França.